# Dalea sericocalyx
Dalea sericocalyx är en ärtväxtart som först beskrevs av Per Axel Rydberg, och fick sitt nu gällande namn av Lawrence Athelstan Molesworth Riley. Dalea sericocalyx ingår i släktet Dalea, och familjen ärtväxter. Inga underarter finns listade i Catalogue of Life.